# D-lattato deidrogenasi
La D-lattato deidrogenasi è un enzima appartenente alla classe delle ossidoreduttasi, che catalizza la seguente reazione:
(D)-lattato + NAD+ ⇄ piruvato + NADH + H+